# Hypophthalmichthys molitrix
Hypophthalmichthys molitrix (a carpa-prateada) é uma espécie de peixe sul-americano de água doce.